# فالنتين فولكوف
فالنتين فولكوف (23 يناير 1949 - ) هو مدرب كرة قدم ولاعب كرة قدم روسي في مركز الدفاع. لعب مع شينيك ياروسلافل وسبارتك كوستروما ‏ وFSC Rybinsk ‏.